# Muhammad an-Nasir
Pour l’article homonyme, voir An-Nasir.
Muhammad an-Nâsir ( ⵎⵓⵃⵎⵎⴷ ⴰⵏⵏⴰⵚⵉⵕ, الناصر لدين الله محمد بن المنصور), né à une date inconnue, est un homme politique et religieux almohade. Il succède à son père Abû Yûsuf Ya'qûb al-Mansûr comme calife Almohade en 1199. Il meurt en 1213.

## Histoire
Jeune homme timide et solitaire, il hérite d'un empire instable, le début de son règne fut marqué par la suppression d'un soulèvement mené par un agitateur dans le pays montagneux des G̲h̲umāra et un long séjour à Fès durant lequel il reconstruisit une partie de l'enceinte de la casbah. Pour un temps débarrassé de la menace chrétienne en Espagne grâce aux victoires de son père, il concentre ses efforts contre les Almoravides d'Ifriqiya. Il donne à Abû Muhammad ben Abî Hafs la responsabilité de gouverner cet État, repris grâce à lui aux Almoravides (vers 1215). Il contribue ainsi involontairement à la fondation de la dynastie Hafside qui règne sur la Tunisie (Ifriqiya) jusqu'en 1574.
An-Nâsir laisse donc les Hafsides s'occuper de l'Ifriqiya tandis qu'il se dirige vers l'Espagne pour répondre à la menace de la nouvelle croisade décrétée par le pape. L'armée chrétienne vainc les Almohades à Las Navas de Tolosa (العُقَاب al-`uqāb, Al-`Uqâb) (1212). L'avance des troupes chrétiennes n'est stoppée que par la peste. An-Nâsir revient au Maroc pour abdiquer en faveur de son fils Yûsuf al-Mustansir. Il meurt quelque temps après dans des circonstances obscure, selon certains chroniqueurs, il mourut de mort violente à la même date à Marrakech, sa capitale, victime d'un complot ourdi par ses vizirs.

## Relation avec le roi Jean d'Angleterre
Au début du XIIIe siècle, Jean, le roi d'Angleterre, était entré en conflit avec le pape Innocent III, amenant l'Angleterre à être sanctionnée par un Interdit, par laquelle toutes les formes de culte et d'autres pratiques religieuses étaient interdites. Jean lui-même finit par être excommunié, certaines parties du pays étant en révolte, des menaces d'invasion française se profilant également. Jean finit toutefois par se réconcilier avec Innocent III en 1213.
En écrivant deux décennies après les événements, Matthieu Paris, chroniqueur de St Albans du début du XIIIe siècle, prétend que, désespéré, Jean envoya des émissaires à al-Nâsir pour demander son aide. En retour, Jean aurait offert de se convertir à l'Islam, de mettre l'Angleterre à la disposition du calife et d'en faire un État musulman. Parmi les émissaires se serait trouvé Maître Robert, un clerc londonien. Al-Nâsir aurait été tellement dégoûté par le plaidoyer servile de Jean qu'il aurait renvoyé les émissaires. Les historiens ont remis en doute cette chronique, en raison de l'absence d'autres sources contemporaines concordantes,,,.

## Vizirs
Il eut pour vizirs :
- Abû Zayd ben Yûjân Al-Hintati (1198-1199) (أبو زيد بن يوجان abū zayd ben yūjān) ;
- Abû Muhammad ben ach-Chaykh Abî Hafs (1199-1205) (أبو محمد بن الشيخ أبي حفص abū muḥammad ben aš-šayḫ abī ḥafs) qui fut nommé gouverneur de l'Ifriquiya et fonda la dynastie des Hafsides ;
- Abû Sa`îd ben Jâm`i (1205-1214) (أبو سعيد بن جامع abū sa`īd ben jām`i).